# Bloquejador defensiu

Posició dels bloquejadors defensius(tackle) a l'inici de jugada.

El bloquejador defensiu o línia defensiu interior, en anglès defensive tackle (DT), és un tipus de jugador defensiu de futbol americà. Pertanyen a la línia defensiva i acostumen a ser dos, situats als cantons exteriors del línia defensiu central i enfront dels guardes, o compartint la part central de la línia, segons sigui la formació defensiva escollida.
Tenen tres funcions principals, depenent de la jugada escollida tant per la defensa com per l'atac: de vegades hauràn de restar a la seva posició aguantant les envestides dels atacants, que volen obrir-se pas; si la jugada que farà l'equip atacant és de passada, han de presionar el rerequart, per què no tingui temps de fer un bon passi, o fins i tot fer-li un sac; si la l'elecció atacant és una jugada de correguda, la seva funció és intentar bloquejar els contraris que venen obrint pas (normalment els guardes i els bloquejadors ofensius) als corredors o, si poden, placar aquests últims.
Acostumen a ser jugadors molt alts, forts i pesats, però amb intel·ligència i explosivitat per esbrinar les jugades que faran els contraris i actuar en conseqüència.